# 太阳镇 (杭州市)
太阳镇，是中华人民共和国浙江省杭州市临安区下辖的一个镇。

## 辖区
该镇辖有：上庄村、锦坑桥村、太阳村、太源村、双庙村、大地村、景村、浪山村、桃源溪村、上太阳村、枫树岭村。
1. ↑  . 中国·国家地名信息库.